# 苔類
苔類（たいるい、学名：Marchantiophyta）は、コケ植物（苔のうち有胚植物に属するグループ）に属する大きな一群である。コケ植物には、苔類のほかに蘚類（せんるい）、ツノゴケ類があり、それぞれが単系統群である。苔類ではゼニゴケやジャゴケが有名であるが、これらは必ずしも苔類の典型ではなく、より多様な姿のものが含まれる。

## 概要
苔類は、コケ植物の一群で、コケ植物の中では蘚類と並ぶ大きなグループである。最も有名なのは、ゼニゴケやジャゴケであろう。これらは、蘚類の多くが双子葉植物の茎と葉を小さくしたような形、つまり茎葉体（けいようたい）であるのに対して、そのような区別のない、葉状体（ようじょうたい）である。しかし、ほかの多くの苔類は蘚類と同様に茎葉体である。
茎葉体の場合、蘚類との区別点は、苔類のものは、葉が大きく裂け、腹面側と背面側の裂片が区別できること、中肋がないことである。ただし、例外も多く、区別が難しい場合もある。
また、蘚類の多くでは、さく（胞子のう）が丈夫で、長い間観察できるのに対して、苔類のそれはごく一時的で、すぐに壊れてしまう。ゼニゴケ類ではキノコの傘のような胞子形成部を作るが、これは配偶体が作るもので、胞子体はその傘の裏面に小さく顔を出すだけである。

## 形態
茎葉体のものと葉状体になるものがある。種数としては前者の方がはるかに多い。
茎葉体のものは、多くは匍匐する。蘚類の葉は細くとがったものが多いが、苔類のものはたいてい丸い。葉は3列に並ぶが、そのうち2列が特に発達する。発達した葉は左右にほぼ平面に並んでおり、側葉と呼ばれる。側葉は、たいてい大きく裂けて、背面側と腹面側で大きさに差がある。どちらかが小さくなって、もう1方の基部に折り畳まれるように重なっている例も多い。これらの形質は、分類上の重要な特徴である。発達しない1列は、側葉の間の茎の上に並んでおり、腹葉とよばれるが、退化してなくなっているものもある。茎葉体にもほぼ直立するものもあるが、これらの特徴は大体保持されている。
葉状体のものは、すべて匍匐している。区別できる葉はなく、植物体全体が平べったく、幅の狭いリボン状で、先端で枝分かれしながら伸びる。あまり伸びずに枝分かれすれば、円盤状になる場合もある。枝分かれはほとんどの場合、2又分枝である。外見上区別できる構造はないものが多いが、一部には主軸が中肋のような感じで区別できるものがある。
生殖器官は茎の先端や葉の間などに生じ、苞葉に包まれる。造卵器は、さらに花被に囲まれて生じる。胞子のうであるさくは、この中で成熟し、その後で急に柄を伸ばし、胞子を放出する。さくはたいていが球形か楕円形で黒くなり、先端側から大きく4つに裂けるものが多い。さくの中には胞子とともに弾糸（だんし）という糸状の細胞が多数ある。この弾糸は内部にバネ状の構造があり、乾燥すると伸び縮みして胞子を跳ね飛ばす役割をする。
造卵器が茎の先端や葉の間に造られる場合、さくは白くて柔らかいさく柄を伸ばしてその先端につく。ゼニゴケ類では、植物体からキノコのような傘状の構造を伸ばし、その傘の下面に生殖器官をつける。これを雄器托、雌器托とよぶ。さくは雌器托の傘の下に顔を出す。さくは成熟して初めて姿を見せ、胞子の放出後はすぐに分解するので、観察する機会は少ないのが普通である。

### 簡単な見分け方
- 葉状体は苔類かツノゴケ類。
- 茎葉体の場合、葉に当たる構造に葉脈がないこと。蘚類の場合、葉には1本の主脈がある。

## 生活環
コケ植物一般と同じく、核相の変化を伴う世代交代を行う。植物体は配偶体である。造卵器の中で受精が行われると、受精卵は発生を始め、さくが形成される。さくの発達は造卵器の内部で行われ、造卵器の壁は発達してカリプトラと呼ばれる構造となる。さくの内部では減数分裂が行われ、単相の胞子が形成される。なお、弾糸は複相である。
胞子が発芽すると、原糸体が生じる。苔類の原糸体は、糸状に大きく発達することはなく、たいていは塊状でその上に植物体を生じ、長く残ることはない。

## 生育環境
コケ植物一般とほぼ共通である。温暖多湿な環境を好み、地上性、岩の上、樹皮上、枝の上など、さまざまな環境に生育する種がある。蘚類にはあまり見られないものとしては、高等植物の葉の表面に生育する、ヨウジョウゴケというものがある。その性格上、落葉樹にはつかない。
また、完全に水中生活の水草になったものもある。ウキゴケ類は沈水性で、イチョウウキゴケはウキクサと同様の浮遊性の水草である。

## 利用
コケ植物一般と同様、庭園の緑化に用いられる程度であるが、形の小さいものが多く、特に目を留められ、重視されることは少ない。よく目立つゼニゴケ類は、庭にも出現するが、その姿に可愛げがないといって、むしろ敬遠される場合がある。

## 分類
植物の分類には、近年、DNA解析などの新しい手法が取り入れられ、コケ植物の分類も従来のものからその枠組みが変わってきている。それまでは、コケ植物門としてひとつにまとめられていたが、これが側系統群であることが明確になってきたことから、その下位の各単系統群を門へと昇格させる分類体系が提唱されてきている。wikipedia各言語版でも、多くがこの考えを採用している。下記に、系統分類と伝統的分類の両方を掲載する。

苔類は世界で約330属、8000種、日本では約130属、620種が知られている。
ゼニゴケ植物門 Marchantiophyta（苔類）
- ゼニゴケ綱　Marchantiopsida
  - ゼニゴケ亜綱
    - ゼニゴケ目　Marchantiales
    - ダンゴゴケ目　Sphaerocarpales
    - ネオホッジソニア目　Neohodgsoniales

  - ウスバゼニゴケ亜綱
    - ウスバゼニゴケ目　Blasiales
- ウロコゴケ綱　Jungermanniopsida
  - ウロコゴケ亜綱
    - テガタゴケ目　Ptilidiales
    - ウロコゴケ目　Jungermanniales
    - クラマゴケモドキ目　Porellales

  - フタマタゴケ亜綱
    - フタマタゴケ目　Metzgeriales
    - ミズゴケモドキ目　Pleuroziales

  - ミズゼニゴケ亜綱
    - クモノスゴケ目　Pallaviciniales
    - ウロコゼニゴケ目　Fossombroniales
    - ミズゼニゴケ目　Pelliales
- コマチゴケ綱　Haplomitriopsida
  - コマチゴケ亜綱
    - コマチゴケ目　Haplomitriales

  - トロイブゴケ亜綱
    - トロイブゴケ目　Treubiales

### 伝統的分類
伝統的分類では、コケ植物はコケ植物門とし、その下位に、蘚綱、苔綱、ツノゴケ綱を置く。苔綱は大きく2つの亜綱に分けられる。ウロコゴケ亜綱の方が種類が多いが、ゼニゴケ亜綱の方が目立つものが多い。それぞれに多くの科がある。代表的なものだけを示す。

#### ウロコゴケ亜綱
植物体は茎葉体または葉状体。生殖器は茎の先端や葉の間に生じ、さくは柄を伸ばしてその先につく。日本では3目約580種がある。
- ウロコゴケ目
  - マツバウロコゴケ科
  - ムクムクゴケ科
  - ムチゴケ科
  - ヤバネゴケ科
  - ツボミゴケ科
  - ウロコゴケ科
  - ハネゴケ科
  - ヤスデゴケ科
  - クサリゴケ科
- コマチゴケ目
  - コマチゴケ科
- フタマタゴケ目
  - トロイブゴケ科
  - ミズゼニゴケ科
  - マキノゴケ科
  - クモノスゴケ科
  - フタマタゴケ科

#### ゼニゴケ亜綱
植物体は葉状体。分化した雌器托を形成する。さくは柄が短いか、ない。日本に1目約40種を産する。
- ゼニゴケ目
  - ミカヅキゼニゴケ科
  - ジャゴケ科：ジャゴケ・ヒメジャゴケ
  - ジンガサゴケ科
  - ゼニゴケ科 - ゼニゴケ
  - ウキゴケ科：ウキゴケ・イチョウウキゴケ